# Prey (film 2021)
Prey è un film del 2021 diretto da Thomas Sieben.

## Trama
Un gruppo di cinque ragazzi sta effettuando un'escursione nella natura quando una donna misteriosa armata di fucile comincia a sparargli.

## Distribuzione
Il film è stato distribuito sulla piattaforma Netflix a partire dal 10 settembre 2021.